# Chrysolarentia severata
Chrysolarentia severata là một loài bướm đêm trong họ Geometridae. Chúng được tìm thấy ở Úc.

## Hình ảnh

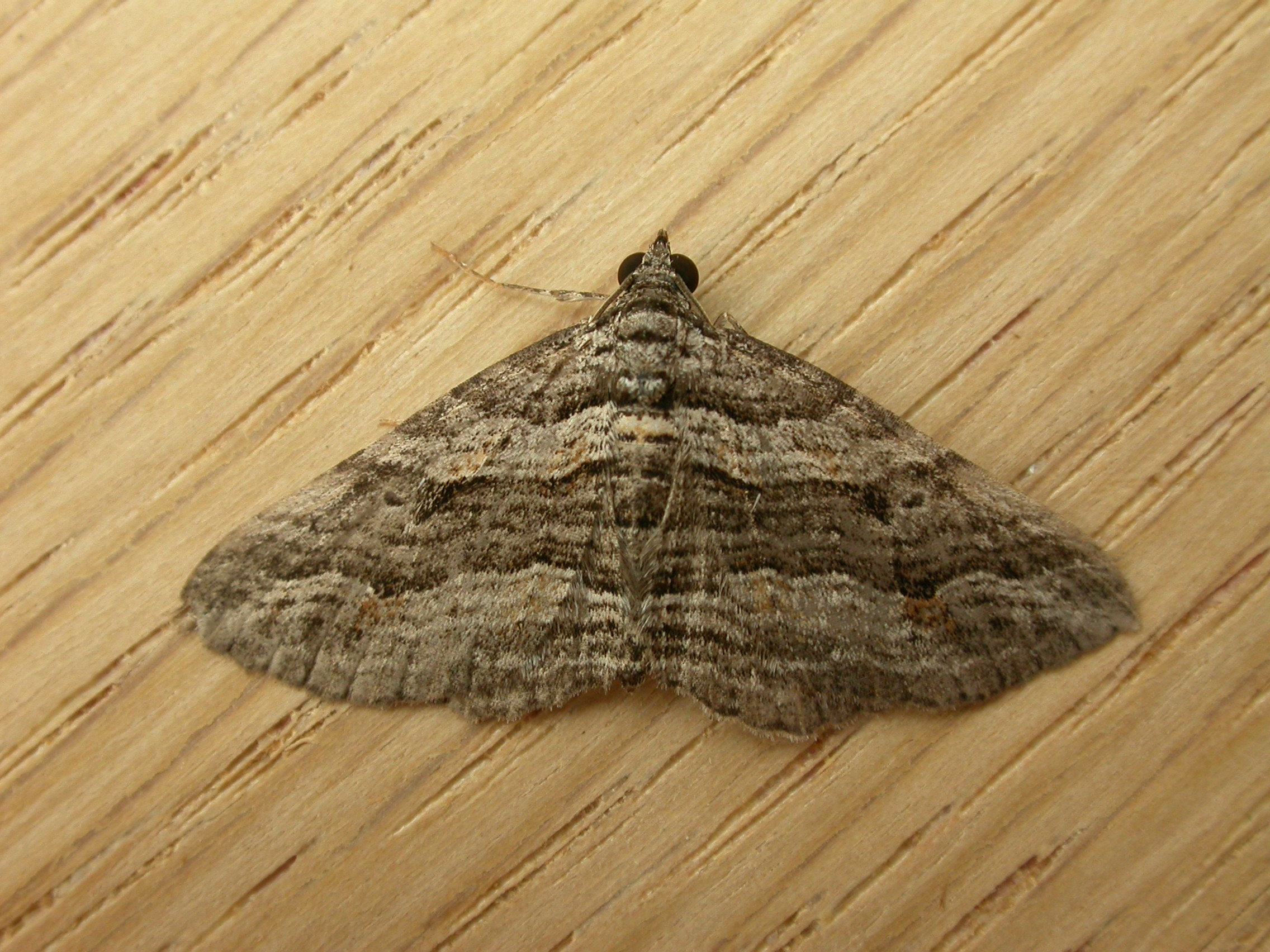
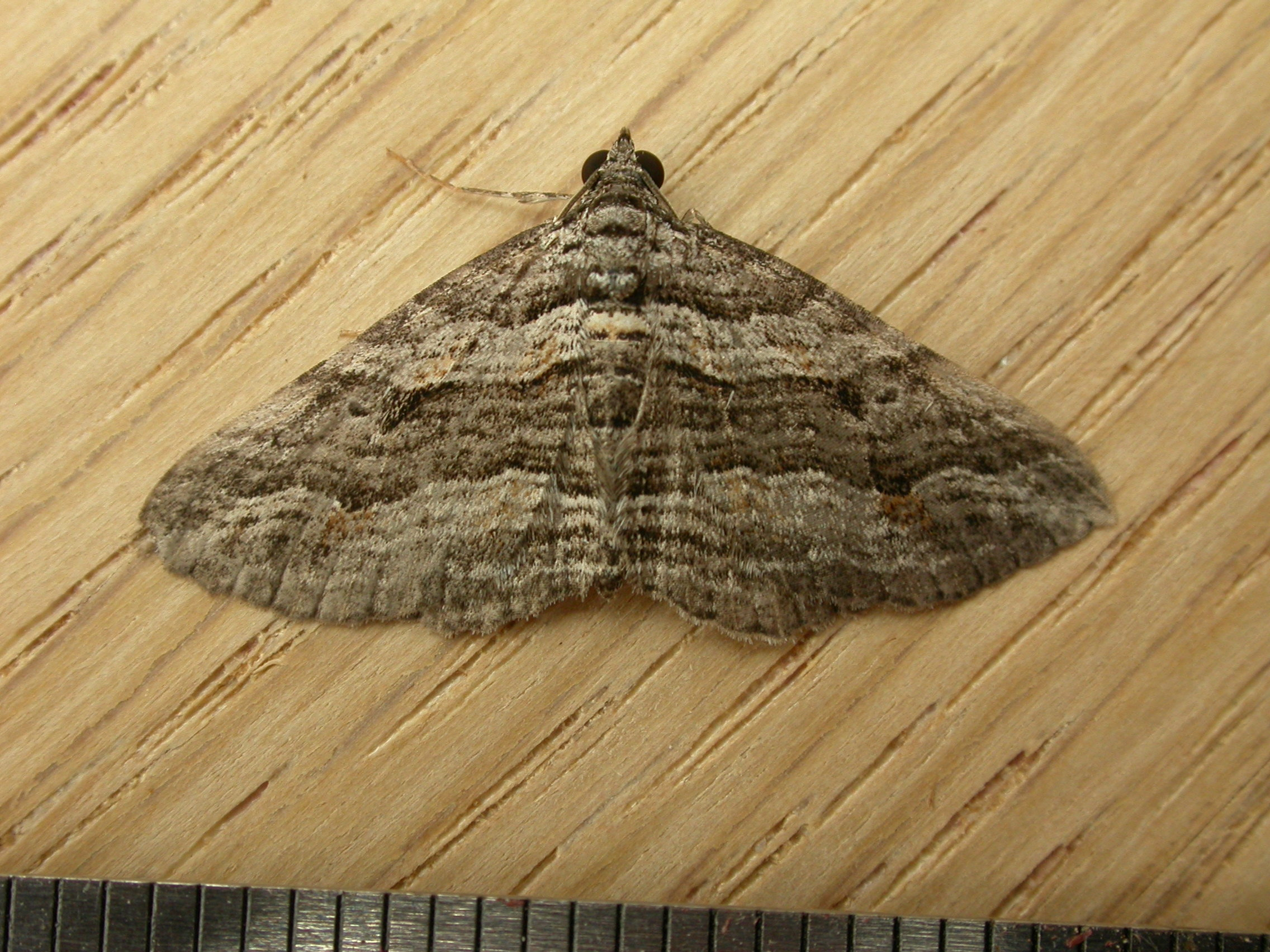
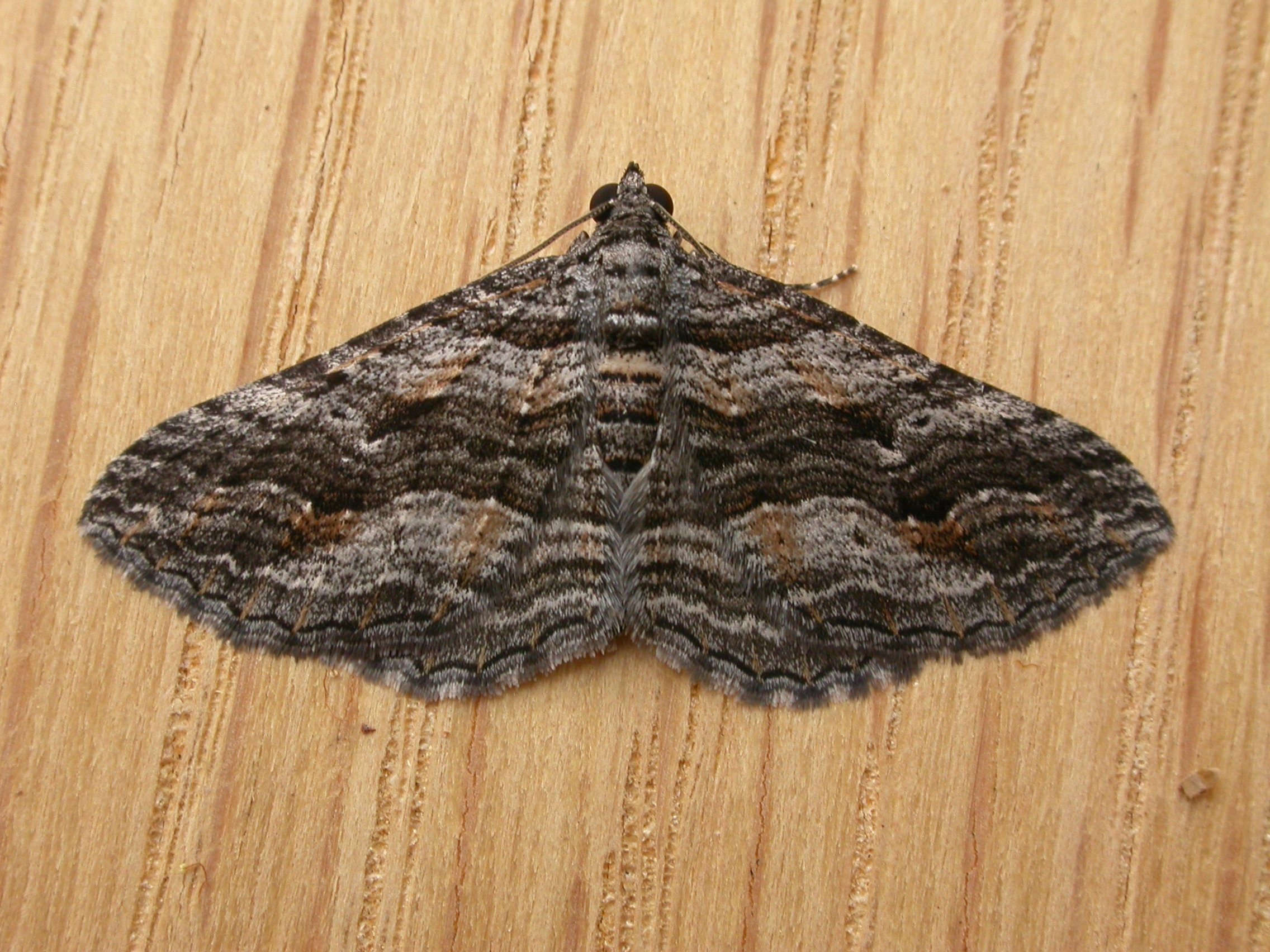
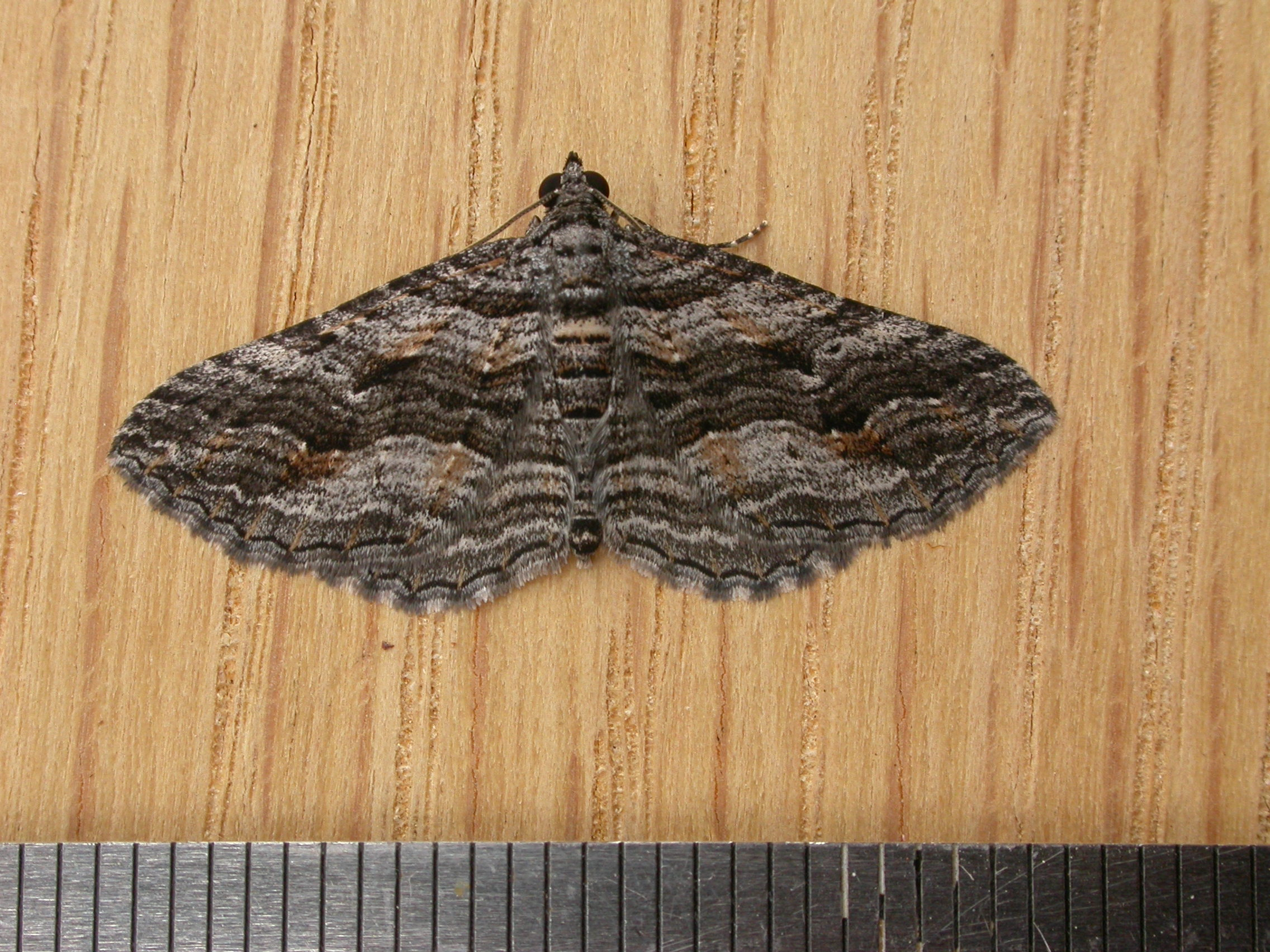